# Sheldon Schultz
Sheldon Schultz, född 21 januari 1933 i New York, död 31 januari 2017 i San Diego, var en amerikansk fysiker.
Schultz studerade vid Stevens Institute of Technology där han tog en masterexamen (M.E.) 1954, och tog sedan en doktorsexamen vid Columbia University 1959. Han var professor vid University of California, San Diego.
Schultz forskade kring metamaterial, bland annat sådana med negativt brytningsindex.